# Dr. Jekyll y Mr. Hyde (película de 1913)
Dr. Jekyll y Mr. Hyde es una película de terror de 1913 basada en la novela de 1886 de Robert Louis Stevenson El extraño caso del Dr. Jekyll y Mr. Hyde. Dirigida por Herbert Brenon para la compañía del productor Carl Laemmle IMP (que más tarde pasó a llamarse Universal Pictures), la protagoniza King Baggot en el papel dual de Jekyll y Hyde. La película fue reestrenada en los Estados Unidos en agosto de 1927.

## Trama
El Dr. Henry Jekyll (King Baggot) envía una nota a su prometida, Alice (Jane Gail), y su padre (Matt B. Snyder) para decirle que no podrá acompañarlos a la ópera, ya que necesita más tiempo para sus pacientes de caridad. Sus amigos, el Dr. Lanyon (Howard Crampton) y Utterson (William Sorrell), un abogado, le ridiculizan por lo que consideran su peligrosa investigación. Alice y su padre también visitan a Jekyll, pero aunque se disculpa, el doctor insiste en dedicar su tiempo a sus pacientes. Esa noche, sin embargo, Jekyll emprende un experimento peligroso, ingiriendo un brebaje destinado a liberar su yo maligno. Su cuerpo se convulsiona, transformándose en una figura más joven pero encorvada y nerviosa.
La extraña figura emerge de la habitación de Jekyll, sujetando una nota con la letra de Jekyll en la que ordena al personal de la casa tratar al extraño – “Señor Hyde” – como a él mismo. Hyde luego se desliza afuera en la noche, asustando a los clientes de una taberna cercana antes de encontrar alojamiento. Desde estas habitaciones, empieza "una carrera de maldad", hasta que una noche en la calle ataca y hiere a un niño lisiado. Testigos indignados rodean a Hyde y le fuerzan a compensar al chiquillo. Hyde a regañadientes dirige a uno de los hombres a la parte de atrás de la casa de Jekyll, entra y le da dinero. Durante estos acontecimientos, un preocupado Dr. Utterson ve a Hyde entrando al interior. Allí, Hyde toma la poción que le transforma en Jekyll. El doctor jura que abandonará sus experimentos y nunca volverá a tentar al destino otra vez; pero esa noche, sin tomar la fórmula, pasa espontáneamente a Hyde.
Ante la incomprensión de sus amigos, el doctor hace un testamento donde en caso de desaparición deja sus posesiones a Hyde. Frente a la casa de su prometida, se transforma y ataca fatalmente al padre de Alice. Escapa y después convoca a Lanyon y se transforma ante él. Lleno de remordimiento, se acerca de nuevo a la casa de Alice, y se transforma cuando ella abre. Pide auxilio y Hyde huye de la turba que lo persigue hasta sus habitaciones, donde toma la fórmula y es Jekyll quien sale para sorpresa de los perseguidores.
El antídoto se ha acabado y Jekyll, desesperado, mientras la servidumbre ha llamado a Lanyon y Utterson, se envenena. Cuando rompen la puerta y entran, los dos cubren el cuerpo de Hyde con una manta. Alice entra y, desconsolada, la levanta y abraza el cuerpo de Jekyll.

## Reparto
- King Baggot como Dr. Henry Jekyll/Señor Hyde
- Jane Gail como Alice, la prometida de Jekyll
- Matt B. Snyder como el padre de Alice
- Howard Crampton como Dr. Lanyon
- William Sorell como Utterson, el abogado
- Herbert Brenon[3]

## Crítica
Las constantes mejoras técnicas ya hacían posible añadir más metraje y por entonces además de los cortometrajes de un carrete (quince minutos), algunas películas ya mostraban una duración mayor, permitiendo un argumento más elaborado y trama más compleja. En este caso, la película consta de dos carretes, treinta minutos.
Todavía en este periodo, era práctica estándar para los actores aplicarse su maquillaje ellos mismos. Para su papel dual de Jekyll y Hyde, King Baggot empleó varios tonos de maquillaje y una masa de cabello desgreñado de crepé. Con el truco de cámara de la sobreimpresión, se obtuvo la transformación. El crítico Troy Howarth considera que " le dio la posibilidad de interpretar una función dual difícil, pero su actuación no ha envejecido bien....Su andar encorvado y con las rodillas dobladas parece forzado y ridículo...evocando comparaciones con Jerry Lewis....actuando en El profesor chiflado....con su mismo cabello desgreñado e incisivos prominentes". Hyde, que repele a todos a los que se acerca, más parece un diablillo que se mueve a brincos y saltos. Baggot cayó en el alcoholismo y falleció en 1948.
La película utilizó por primera vez el truco de la sobreimpresión para mostrar la transformación, en lugar de cortes rápidos, y los críticos quedaron impresionados, George Blaisdell de Moving Picture World comenta "es a través del medio de la sobreimpresión que la transformación se vuelve particularmente efectiva...Ves el cambio del hombre del bien al hombre del mal ante tus ojos".